# アフレイド
『アフレイド』は、OUTER-TRIBEの1stスタジオ・アルバム。2011年7月13日に発売された。

## 概要
シングル「本当の自分」「いつか君と見た夜空」「WEDDING SONG」とC/W曲が収録され（一部アルバムバージョンあり）、新曲6曲（そのうち1曲はインスト）を収録。
本作について、「"アフレイド"という言葉は、"恐れて"だとか"怖がって"という意味があるんですが、メジャー・デビューを期にいろんなことに挑戦することへの恐れみたいなものがあって、今作に収録されている楽曲は"頑張ろう""大丈夫だよ"というポジティブで前向きな曲が多く、新しいことに挑戦してみようと思っている人に聴いてもらいたいアルバムが完成した」と語っている。

## 収録曲
1. a whole new world 〜album ver.〜 [4:07]
3rdシングルのC/W曲。
2. キズナ [4:29]
  - 作詞：P.Diamond、作曲：OUTER-TRIBE、編曲：大西省吾
3. Believe [3:48]
  - 作詞・作曲：OUTER-TRIBE、編曲：Shinichiro Fukuda

本作のリードトラックであり、MVが制作されている。
4. Be Free [3:57]
  - 作詞・作曲：OUTER-TRIBE、編曲：Shinichiro Fukuda
5. 本当の自分 [3:31]
1stシングル。
6. いつか君と見た夜空 [3:58]
2ndシングル。
7. WEDDING SONG 〜interlude〜 [1:25]
  - 作曲・編曲：高橋哲也
8. WEDDING SONG [4:32]
3rdシングル。
9. 心の叫び [4:23]
  - 作詞・作曲：OUTER-TRIBE、編曲：Shinichiro Fukuda
10. 終わりなき未来へ [3:29]
2ndシングルのC/W曲。
11. 明日、きっと!! [3:47]
1stシングルのC/W曲。
12. GLORY DAYS [4:20]
  - 作詞・作曲：OUTER-TRIBE、編曲：大西省吾